# Moviment Obrer Social-Nacional Bretó
El Moviment Obrer Social-Nacional Bretó fou un grupuscle (7 membres) sorgit d'una fracció desviacionista del Partit Nacional Bretó. Fou fundat el 1941 per Théophile Jeusset, i desaparegué poc després.
El seu programa de 25 punts es basava en la constitució d'un «Estat popular bretó fet pel poble i per al poble», integrat en el nou ordre europeu, afirmant «el degaullisme, darrer sobresalt de la burgesia bretona», i que es recolzava en «la classe pagesa, la més nombrosa de Bretanya», reivindicant «el pa pels Bretons, la pau amb Europa i la llibertat per a Bretanya», donant per suposat que no podien comptar «ni amb Anglaterra, ni amb França, ni amb Alemanya», sinó només «en la força i la confiança que pot haver en el poble bretó».
Havien adoptat com a estendard (enginyat per Olier Mordrel uns anys abans) similar a les insígnies nazis (l'hermine negre al centre d'un cercle blanc sobre camp roig viu «sang d'obrer»), Théophile Jeusset reclutà alguns deixebles als tallers i fàbriques d'Ille-et-Vilaine i organitzà una vintena de reunions a alguns locals de Rennes. L'organització era poc seriosa, el seu fundador renuncià a la dialèctica i passà a l'acció directa contra el petit grup de comunistes-autonomistes que s'enfrontaren a la seva causa. Engegà una campanya de pintades dirigides contra François Ripert, prefet del departament, i feriren alguns dels seus companys al jardí botànic de Rennes, on trencaren a cops de martell l'estàtua del «traïdor» Du Guesclin.